# Lista planetelor minore/2401–2500
Aceasta este Lista planetelor minore/2401–2500; pentru a naviga prin lista completă vezi Lista planetelor minore.
Pentru ale detalii vezi și Proiect:Astronomie sau Portal:Astronomie.
| Nume                 | Denumire provizorie | Data descoperirii  | Locul descoperirii        | Descoperitor(i)                                        |
| -------------------- | ------------------- | ------------------ | ------------------------- | ------------------------------------------------------ |
| 2401 Aehlita         | 1975 VM2            | 2 noiembrie 1975   | Nauchnij⁠(d)               | T. M. Smirnova                                         |
| 2402 Satpaev         | 1979 OR13           | 31 iulie 1979      | Nauchnij                  | N. S. Cernîh                                           |
| 2403 Šumava          | 1979 SQ             | 25 septembrie 1979 | Kleť                      | A. Mrkos                                               |
| 2404 Antarctica      | 1980 TE             | 1 octombrie 1980   | Kleť                      | A. Mrkos                                               |
| 2405 Welch           | 1963 UF             | 18 octombrie 1963  | Brooklyn⁠(d)               | Indiana University⁠(d)                                  |
| 2406 Orelskaya       | 1966 QG             | 20 august 1966     | Nauchnij⁠(d)               | Crimean Astrophysical Observatory⁠(d)                   |
| 2407 Haug            | 1973 DH             | 27 februarie 1973  | Hamburg-Bergedorf         | L. Kohoutek                                            |
| 2408 Astapovich      | 1978 QK1            | 31 august 1978     | Nauchnij⁠(d)               | N. S. Cernîh                                           |
| 2409 Chapman         | 1979 UG             | 17 octombrie 1979  | Anderson Mesa             | E. Bowell                                              |
| 2410 Morrison        | 1981 AF             | 3 ianuarie 1981    | Anderson Mesa             | E. Bowell                                              |
| 2411 Zellner         | 1981 JK             | 3 mai 1981         | Anderson Mesa             | E. Bowell                                              |
| 2412 Wil             | 3537 P-L            | 17 octombrie 1960  | Palomar                   | C. J. van Houten, I. van Houten-Groeneveld, T. Gehrels |
| 2413 van de Hulst    | 6816 P-L            | 24 septembrie 1960 | Palomar                   | C. J. van Houten, I. van Houten-Groeneveld, T. Gehrels |
| 2414 Vibeke          | 1931 UG             | 18 octombrie 1931  | Heidelberg                | K. Reinmuth                                            |
| 2415 Ganesa          | 1978 UJ             | 28 octombrie 1978  | Anderson Mesa             | H. L. Giclas⁠(d)                                        |
| 2416 Sharonov        | 1979 OF13           | 31 iulie 1979      | Nauchnij⁠(d)               | N. S. Cernîh                                           |
| 2417 McVittie        | 1964 CD             | 15 februarie 1964  | Brooklyn⁠(d)               | Indiana University⁠(d)                                  |
| 2418 Voskovec-Werich | 1971 UV             | 26 octombrie 1971  | Hamburg-Bergedorf         | L. Kohoutek                                            |
| 2419 Moldavia        | 1974 SJ             | 19 septembrie 1974 | Nauchnij⁠(d)               | L. I. Cernîh                                           |
| 2420 Čiurlionis      | 1975 TN             | 3 octombrie 1975   | Nauchnij                  | N. S. Cernîh                                           |
| 2421 Nininger        | 1979 UD             | 17 octombrie 1979  | Anderson Mesa             | E. Bowell                                              |
| 2422 Perovskaya      | 1968 HK1            | 28 aprilie 1968    | Nauchnij⁠(d)               | T. M. Smirnova                                         |
| 2423 Ibarruri        | 1972 NC             | 14 iulie 1972      | Nauchnij                  | L. V. Juravliova                                       |
| 2424 Tautenburg      | 1973 UT5            | 27 octombrie 1973  | Tautenburg Observatory⁠(d) | F. Börngen, K. Kirsch⁠(d)                               |
| 2425 Shenzhen        | 1975 FW             | 17 martie 1975     | Nanking⁠(d)                | Purple Mountain Observatory⁠(d)                         |
| 2426 Simonov         | 1976 KV             | 26 mai 1976        | Nauchnij⁠(d)               | N. S. Cernîh                                           |
| 2427 Kobzar          | 1976 YQ7            | 20 decembrie 1976  | Nauchnij                  | N. S. Cernîh                                           |
| 2428 Kamenyar        | 1977 RZ6            | 11 septembrie 1977 | Nauchnij                  | N. S. Cernîh                                           |
| 2429 Schürer         | 1977 TZ             | 12 octombrie 1977  | Zimmerwald⁠(d)             | P. Wild                                                |
| 2430 Bruce Helin     | 1977 VC             | 8 noiembrie 1977   | Palomar                   | E. F. Helin, E. M. Shoemaker                           |
| 2431 Skovoroda       | 1978 PF3            | 8 august 1978      | Nauchnij⁠(d)               | N. S. Cernîh                                           |
| 2432 Soomana         | 1981 FA             | 30 martie 1981     | Anderson Mesa             | E. Bowell                                              |
| 2433 Sootiyo         | 1981 GJ             | 5 aprilie 1981     | Anderson Mesa             | E. Bowell                                              |
| 2434 Bateson         | 1981 KA             | 27 mai 1981        | Lake Tekapo⁠(d)            | A. C. Gilmore⁠(d), P. M. Kilmartin⁠(d)                   |
| 2435 Horemheb        | 4578 P-L            | 24 septembrie 1960 | Palomar                   | C. J. van Houten, I. van Houten-Groeneveld, T. Gehrels |
| 2436 Hatshepsut      | 6066 P-L            | 24 septembrie 1960 | Palomar                   | C. J. van Houten, I. van Houten-Groeneveld, T. Gehrels |
| 2437 Amnestia        | 1942 RZ             | 14 septembrie 1942 | Turku                     | M. Väisälä⁠(d)                                          |
| 2438 Oleshko         | 1975 VO2            | 2 noiembrie 1975   | Nauchnij⁠(d)               | T. M. Smirnova                                         |
| 2439 Ulugbek         | 1977 QX2            | 21 august 1977     | Nauchnij                  | N. S. Cernîh                                           |
| 2440 Educatio        | 1978 VQ4            | 7 noiembrie 1978   | Palomar                   | E. F. Helin, S. J. Bus                                 |
| 2441 Hibbs           | 1979 MN2            | 25 iunie 1979      | Siding Spring             | E. F. Helin, S. J. Bus                                 |
| 2442 Corbett         | 1980 TO             | 3 octombrie 1980   | Kleť                      | Z. Vávrová⁠(d)                                          |
| 2443 Tomeileen       | A906 BJ             | 24 ianuarie 1906   | Heidelberg                | M. F. Wolf                                             |
| 2444 Lederle         | 1934 CD             | 5 februarie 1934   | Heidelberg                | K. Reinmuth                                            |
| 2445 Blazhko         | 1935 TC             | 3 octombrie 1935   | Crimea-Simeis⁠(d)          | P. F. Șain                                             |
| 2446 Lunacharsky     | 1971 TS2            | 14 octombrie 1971  | Nauchnij⁠(d)               | L. I. Cernîh                                           |
| 2447 Kronstadt       | 1973 QY1            | 31 august 1973     | Nauchnij                  | T. M. Smirnova                                         |
| 2448 Sholokhov       | 1975 BU             | 18 ianuarie 1975   | Nauchnij                  | L. I. Cernîh                                           |
| 2449 Kenos           | 1978 GC             | 8 aprilie 1978     | Cerro Tololo⁠(d)           | W. Liller⁠(d)                                           |
| 2450 Ioannisiani     | 1978 RP             | 1 septembrie 1978  | Nauchnij⁠(d)               | N. S. Cernîh                                           |
| 2451 Dollfus         | 1980 RQ             | 2 septembrie 1980  | Anderson Mesa             | E. Bowell                                              |
| 2452 Lyot            | 1981 FE             | 30 martie 1981     | Anderson Mesa             | E. Bowell                                              |
| 2453 Wabash          | A921 SA             | 30 septembrie 1921 | Heidelberg                | K. Reinmuth                                            |
| 2454 Olaus Magnus    | 1941 SS             | 21 septembrie 1941 | Turku                     | Y. Väisälä⁠(d)                                          |
| 2455 Somville        | 1950 TO4            | 5 octombrie 1950   | Uccle⁠(d)                  | S. J. Arend⁠(d)                                         |
| 2456 Palamedes       | 1966 BA1            | 30 ianuarie 1966   | Nanking⁠(d)                | Purple Mountain Observatory⁠(d)                         |
| 2457 Rublyov         | 1975 TU2            | 3 octombrie 1975   | Nauchnij⁠(d)               | L. I. Cernîh                                           |
| 2458 Veniakaverin    | 1977 RC7            | 11 septembrie 1977 | Nauchnij                  | N. S. Cernîh                                           |
| 2459 Spellmann       | 1980 LB1            | 11 iunie 1980      | Palomar                   | C. S. Shoemaker                                        |
| 2460 Mitlincoln      | 1980 TX4            | 1 octombrie 1980   | Socorro                   | L. G. Taff⁠(d), D. E. Beatty                            |
| 2461 Clavel          | 1981 EC1            | 5 martie 1981      | La Silla                  | H. Debehogne, G. DeSanctis⁠(d)                          |
| 2462 Nehalennia      | 6578 P-L            | 24 septembrie 1960 | Palomar                   | C. J. van Houten, I. van Houten-Groeneveld, T. Gehrels |
| 2463 Sterpin         | 1934 FF             | 10 martie 1934     | Williams Bay⁠(d)           | G. Van Biesbroeck⁠(d)                                   |
| 2464 Nordenskiöld    | 1939 BF             | 19 ianuarie 1939   | Turku                     | Y. Väisälä⁠(d)                                          |
| 2465 Wilson          | 1949 PK             | 2 august 1949      | Heidelberg                | K. Reinmuth                                            |
| 2466 Golson          | 1959 RJ             | 7 septembrie 1959  | Brooklyn⁠(d)               | Indiana University⁠(d)                                  |
| 2467 Kollontai       | 1966 PJ             | 14 august 1966     | Nauchnij⁠(d)               | L. I. Cernîh                                           |
| 2468 Repin           | 1969 TO1            | 8 octombrie 1969   | Nauchnij                  | L. I. Cernîh                                           |
| 2469 Tadjikistan     | 1970 HA             | 27 aprilie 1970    | Nauchnij                  | T. M. Smirnova                                         |
| 2470 Agematsu        | 1976 UW15           | 22 octombrie 1976  | Kiso⁠(d)                   | H. Kosai⁠(d), K. Hurukawa⁠(d)                            |
| 2471 Ultrajectum     | 6545 P-L            | 24 septembrie 1960 | Palomar                   | C. J. van Houten, I. van Houten-Groeneveld, T. Gehrels |
| 2472 Bradman         | 1973 DG             | 27 februarie 1973  | Hamburg-Bergedorf         | L. Kohoutek                                            |
| 2473 Heyerdahl       | 1977 RX7            | 12 septembrie 1977 | Nauchnij⁠(d)               | N. S. Cernîh                                           |
| 2474 Ruby            | 1979 PB             | 14 august 1979     | Kleť                      | Z. Vávrová⁠(d)                                          |
| 2475 Semenov         | 1972 TF2            | 8 octombrie 1972   | Nauchnij⁠(d)               | L. V. Juravliova                                       |
| 2476 Andersen        | 1976 JF2            | 2 mai 1976         | Nauchnij                  | N. S. Cernîh                                           |
| 2477 Biryukov        | 1977 PY1            | 14 august 1977     | Nauchnij                  | N. S. Cernîh                                           |
| 2478 Tokai           | 1981 JC             | 4 mai 1981         | Tōkai                     | T. Furuta⁠(d)                                           |
| 2479 Sodankylä       | 1942 CB             | 6 februarie 1942   | Turku                     | Y. Väisälä⁠(d)                                          |
| 2480 Papanov         | 1976 YS1            | 16 decembrie 1976  | Nauchnij⁠(d)               | L. I. Cernîh                                           |
| 2481 Bürgi           | 1977 UQ             | 18 octombrie 1977  | Zimmerwald⁠(d)             | P. Wild                                                |
| 2482 Perkin          | 1980 CO             | 13 februarie 1980  | Harvard Observatory⁠(d)    | Harvard Observatory⁠(d)                                 |
| 2483 Guinevere       | 1928 QB             | 17 august 1928     | Heidelberg                | M. F. Wolf                                             |
| 2484 Parenago        | 1928 TK             | 7 octombrie 1928   | Crimea-Simeis⁠(d)          | G. N. Neuimin                                          |
| 2485 Scheffler       | 1932 BH             | 29 ianuarie 1932   | Heidelberg                | K. Reinmuth                                            |
| 2486 Metsähovi       | 1939 FY             | 22 martie 1939     | Turku                     | Y. Väisälä⁠(d)                                          |
| 2487 Juhani          | 1940 RL             | 8 septembrie 1940  | Turku                     | H. Alikoski⁠(d)                                         |
| 2488 Bryan           | 1952 UT             | 23 octombrie 1952  | Brooklyn⁠(d)               | Indiana University⁠(d)                                  |
| 2489 Suvorov         | 1975 NY             | 11 iulie 1975      | Nauchnij⁠(d)               | L. I. Cernîh                                           |
| 2490 Bussolini       | 1976 AG             | 3 ianuarie 1976    | El Leoncito⁠(d)            | Felix Aguilar Observatory⁠(d)                           |
| 2491 Tvashtri        | 1977 CB             | 15 februarie 1977  | Palomar                   | W. L. Sebok⁠(d)                                         |
| 2492 Kutuzov         | 1977 NT             | 14 iulie 1977      | Nauchnij⁠(d)               | N. S. Cernîh                                           |
| 2493 Elmer           | 1978 XC             | 1 decembrie 1978   | Harvard Observatory⁠(d)    | Harvard Observatory⁠(d)                                 |
| 2494 Inge            | 1981 LF             | 4 iunie 1981       | Anderson Mesa             | E. Bowell                                              |
| 2495 Noviomagum      | 7071 P-L            | 17 octombrie 1960  | Palomar                   | C. J. van Houten, I. van Houten-Groeneveld, T. Gehrels |
| 2496 Fernandus       | 1953 TC1            | 8 octombrie 1953   | Brooklyn⁠(d)               | Indiana University⁠(d)                                  |
| 2497 Kulikovskij     | 1977 PZ1            | 14 august 1977     | Nauchnij⁠(d)               | N. S. Cernîh                                           |
| 2498 Tsesevich       | 1977 QM3            | 23 august 1977     | Nauchnij                  | N. S. Cernîh                                           |
| 2499 Brunk           | 1978 VJ7            | 7 noiembrie 1978   | Palomar                   | E. F. Helin, S. J. Bus                                 |
| 2500 Alascattalo     | 1926 GC             | 2 aprilie 1926     | Heidelberg                | K. Reinmuth                                            |